# Daniel Kimaiyo
Daniel Kimaiyo (né le 11 janvier 1948) est un athlète kényan, spécialiste du 400 mètres haies. 

## Biographie
En 1978, au cours des Jeux du Commonwealth
d'Edmonton au Canada, Daniel Kimaiyo s'adjuge les titres du 400 m haies et du relais 4 × 400 m. Lors de cette saison, il décroche la médaille d'or du 400 m haies lors des Jeux africains, à Alger.
Il remporte la médaille d'or du 400 m haies lors des premiers championnats d'Afrique, en 1979 à Dakar au Sénégal, dans le temps de 50 s 05.

### Palmarès
| Date | Compétition            | Lieu     | Résultat | Épreuve     | Performance |
| ---- | ---------------------- | -------- | -------- | ----------- | ----------- |
| 1978 | Jeux du Commonwealth   | Edmonton | 1er      | 400 m haies | 49 s 48     |
| 1978 | Jeux du Commonwealth   | Edmonton | 1er      | 4 × 400 m   |             |
| 1978 | Jeux africains         | Alger    | 1er      | 400 m haies | 49 s 48     |
| 1979 | Championnats d'Afrique | Dakar    | 1er      | 400 m haies | 50 s 05     |
| 1979 | Championnats d'Afrique | Dakar    | 1er      | 4 × 400 m   | 3 min 8 s 2 |

### Records
| Épreuve     | Performance | Lieu     | Date        |
| ----------- | ----------- | -------- | ----------- |
| 400 m haies | 49 s 20     | Edmonton | 8 août 1978 |